# Фергус-Фолс (тауншип, Миннесота)
Фе́ргус-Фолс (англ. Fergus Falls) — тауншип в округе Оттер-Тейл, Миннесота, США. На 2000 год его население составило 1051 человек.

## География
По данным Бюро переписи населения США площадь тауншипа составляет 74,0 км², из которых 72,4 км² занимает суша, а 1,6 км² — вода (2,17 %).

## Демография
По данным переписи населения 2000 года здесь находились 1051 человек, 358 домохозяйств и 308 семей. Плотность населения — 14,5 чел./км². На территории тауншипа расположено 370 построек со средней плотностью 5,1 построек на один квадратный километр. Расовый состав населения: 99,14 % белых, 0,29 % афроамериканцев, 0,19 % коренных американцев и 0,38 % приходится на две или более других рас. Испанцы или латиноамериканцы любой расы составляли 0,29 % от популяции тауншипа.
Из 358 домохозяйств в 41,6 % воспитывались дети до 18 лет, в 78,5 % проживали супружеские пары, в 4,2 % проживали незамужние женщины и в 13,7 % домохозяйств проживали несемейные люди. 9,8 % домохозяйств состояли из одного человека, при том 3,9 % из — одиноких пожилых людей старше 65 лет. Средний размер домохозяйства — 2,92, а семьи — 3,13 человека.
30,7 % населения — младше 18 лет, 5,6 % — в возрасте от 18 до 24 лет, 25,5  — от 25 до 44, 26,3 % — от 45 до 64, и 11,9 % — старше 65 лет. Средний возраст — 39 лет. На каждые 100 женщин приходилось 108,9 мужчин. На каждые 100 женщин старше 18 приходилось 109,8 мужчин.
Средний годовой доход домохозяйства составлял 54 345 долларов, а средний годовой доход семьи — 55 179 долларов. Средний доход мужчин — 34 167 долларов, в то время как у женщин — 21 923. Доход на душу населения составил 20 003 доллара. За чертой бедности находились 2,6 % семей и 2,3 % всего населения тауншипа, из которых 0,7 % младше 18 лет.